# Schönborn-Buchheim Frigyes Károly
Schönborn-Buchheim Frigyes Károly (?, 1869. február 23. – ?, 1932. március 2.) osztrák arisztokrata, a Schönborn család tagja, Munkács díszpolgára.

## Pályafutása
A Schönborn család az államosításig hatalmas uradalommal rendelkezett Kárpátalján, ahol Károly folytatta apja birtokfejlesztő tevékenységét. Ő már magyarul is beszélt, és bekapcsolódott a magyar politikába. Tagja volt az 1919-ben Bécsben Bethlen István vezetésével megalakult Antibolsevista Comitének.
Az első világháború után a terület Csehszlovákiához került; az 1919-es első földreform során az uradalom 1340 km²-es területéből 190 km²-t lefoglaltak. Működését súlyos adókkal is nehezítették, ezért 1927-ben a gróf eladta maradék területeit, így 200 év után véget ért a család beregi tevékenysége. Más források szerint megőrizték földjeik nagy részét 1944-ig.